# قط حلقي الذيل
قط حلقي الذيل (الاسم العلمي: Bassariscus astutus) (بالإنجليزية: Ring-tailed cat)‏ هو نوع من الحيوانات يتبع جنس البسارسك من فصيلة الراكونية.